# Manuel Nogareda i Barbudo
Manuel Nogareda i Barbudo (Còrdova, 1897 – Mèxic, 1964) fou un periodista i promotor esportiu català, exiliat a Mèxic pel franquisme.
Els seus pares eren catalans, però ell nasqué accidentalment a Andalusia. De ben petit s'establí amb els seus pares a Barcelona i de jovenet va treballar a diverses empreses comercials. Va tenir un paper important en la fundació de la Federació Catalana d'Atletisme, de la que en fou secretari el 1915. També es va interessar pel periodisme esportiu en castellà, i formà part de la redacció d'El Día Gráfico. El 1924-1925 fou secretari del Futbol Club Barcelona i també fou corresponsal durant la Guerra del Marroc.
Durant la guerra civil espanyola fou cap de redacció del diari La Noche, propietat de Joan Pich i Pon. En acabar la guerra civil es va exiliar a França, fins que el 1942 s'establí a Mèxic. Allí va treballar un temps com a oficinista a l'Asociación Internacional de Importadores y Exportadores de la República Mexicana i després fou director d'Ediciones Técnicas y Culturales, que va publicar Revista Industrial i Construcción Moderna, entre d'altres.